# Família Engelhardt

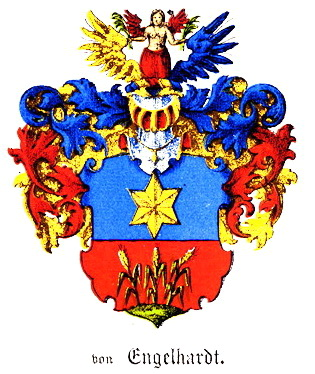
Brasão de armas dos Engelhardt

Engelhardt (em russo:  Энгельгардт) é uma família nobre e baronial alemã e russa. O nome também é, por vezes apresentado como "von Englhardt".

## História
O lendário fundador da dinastia (von) Engelhardt , Carl Bernhard Engelhardt (1159–1230), serviu como cavaleiro na Terceira Cruzada, lançada para libertar o Santo Sepulcro. Durante a campanha, terá recebido o apelido "Engelhardt"('força angelical') por ter salvo a vida do rei Filipe II de França na Cerco de Acre.
As origens documentadas da família residem na Suiça, onde Heinrich Engelhardt é mencionado nos anos 1383–1390 como um cidadão e conselheiro em Zurique. No inicio do século XV, Georg Engelhardt vivia em Livonia. Dele descendem todos os nobres e barões da família (von) Engelhardt.